# Go-Joseon
Go-Joseon (dt. Alt-Joseon, im Gegensatz zum späteren Joseon) ist in der koreanischen Historiographie das erste Königreich auf der Koreanischen Halbinsel. Es wurde während der Bronzezeit in Nordostasien gegründet und existierte bis 108 v. Chr. Die Chronologie ist aber umstritten, weil sich die archäologischen Funde nicht leicht mit den Daten schriftlicher Quellen in Übereinstimmung bringen lassen. Der Präfix Go- ist eine Konvention der modernen Historiographie um Go-Joseon vom späteren Joseon zu unterscheiden.

## Gründung
Der Legende nach wurde Go-Joseon im Jahr 2333 v. Chr. vom Halbgott Dangun gegründet. Das Werk Dongguk Tonggam befasst sich mit der Chronologie von Danguns Nachkommen.
Laut dem Werk Jewang-ungi von Yi Seung-hyu, soll Dangun, der Enkel des Himmelsgottes Jeseokcheon, im selben Jahr wie der mythologische Kaiser Yao den Thron bestiegen haben. Er regierte das Land für 1.028 Jahre und wurde im achten Jahr des Shang-Königs Wu Ding zu einem Gott, als er sich auf den Berg Asadal zurückzog. Nach 164 Jahren, im ersten Jahr des Zhou-Königs Wu, soll Gija nach Joseon geflohen sein und dort ein neues Königreich gegründet haben. Das Jewang-ungi bezieht sich auf das ältere Werk Dongguk Gunwang Gaeguk Yeonda.
Das Jahr der Thronbesteigung von Tang Gao bzw. Kaiser Yao variiert je nach Quelle, und in den chinesischen Werken Jigulu von Sima Guang und Zizhi Tongjian Waiji von Liu Shu wird es als das Jahr Mujin (戊辰, 2333 v. Chr.) angegeben. Der traditionelle chinesische Kalender basiert auf einem 60-Jahre-Zyklus.
Die Chronologie der Regierungszeit Danguns stimmt nicht exakt mit den Angaben Yi Seung-hyus überein. Das erste Jahr des Zhou-Königs Wu entspricht dem Jahr 1122 v. Chr. Wenn man von diesem Jahr 164 Jahre zurückrechnet, kommt man auf das Jahr 1286 v. Chr. Addiert man die 1.028 Jahre, die Dangun regiert haben soll, ergibt sich das Jahr 2313 v. Chr. Dies ist 20 Jahre später als das Jahr 2333 v. Chr., das als Gründungsjahr von Go-Joseon durch Dangun angegeben wird.
In den Annalen des König Sejong (Sejong Sillok) stellt im 18. Regierungsjahr Sejongs der ehemalige Gouverneur von Hanseong, Yu Sa-nul im Vergleich mit einem damaligen traditionellen Lied, fest, dass es sich bei der Angabe von 1.028 Jahren um einen Fehler handelt und es tatsächlich 1.048 Jahre sein sollten.
Die Samguk Yusa, eine der ersten Quellen für die Chronologie Dangun-Joseons, bezieht sich auf das ältere Buch von Wei. Laut diesem Buch gab vor 2.000 Jahren (Bezug auf das damalige Datum) einen Herrscher namens Dangun Wanggeom, der die Hauptstadt Asadal gründete und ein Land namens Joseon schuf, gegen Ende der Regierungszeit von Kaiser Yao.
Das ebenfalls zitierte koreanische Werk Gogi (古記) besagt, dass Dangun Wanggeom die Hauptstadt in Pyeongyang im 50. Jahr der Herrschaft von Tang Gao (Kaiser Yao) gründete und das Land Joseon nannte.

## Dangun-Joseon (?–194 v. Chr.)
Ausgegrabene Bronzewaffen und Spiegel zeugen von der Besiedlung Koreas, lassen aber keine Rückschlüsse auf ein derart antikes Staatswesen oder dessen Herrscher zu. Um 2000 v. Chr. entwickelte sich eine neue Töpfertechnik.
Der Dangun-Mythos bezieht sich eventuell auf einen Zusammenschluss verschiedener Stämme und Klans in Nordostasien. 
Andere Literatur nennt einen Gründungszeitraum im ersten Jahrtausend v. Chr., was mit den ersten Erwähnungen der Gegend in chinesischen Quellen zusammenfällt – während der Zeit der Herbst- und Frühlingsannalen wird in China die Existenz eines Staates Joseon nordöstlich Chinas erwähnt und taucht in späteren chinesischen Quellen unter der verallgemeinernden Kategorie Dongyi „Östliche Barbaren“ wieder auf.

## Gija-Joseon (ca. 1126–194 v. Chr.)
Laut dem Gija-Mythos ist der Onkel des letzten Kaisers der Shang-Dynastie, nach Go-Joseon geflüchtet und wurde dort Herrscher. Abseits der literarischen Fiktion finden sich auch für die Gija-Dynastie und die Ausdehnung ihres Reiches keine archäologischen Beweise. Der letzte König, der von Wiman vertrieben worden sein soll, hieß demzufolge Jun. Wie Dangun wurde auch ihm in der Joseon-Zeit eine Dynastie angedichtet, welche etwa eintausend Jahre bis ins 2. Jahrhundert v. Chr. fortbestanden haben soll. Die erste Erwähnung von Gija (neben der Figur Jizi) erfolgte erst im 16. Jahrhundert n. Chr. in Joseon und stellte einen Aspekt des Konflikts zwischen (neo-)konfuzianistischen und buddhistischen Schulen dar. Mit Hilfe des Gija-Mythos versuchten die Anhänger der konfuzianistischen Schulen, eine bisher unbekannte antike Präsenz des Konfuzianismus in Korea zu fabrizieren, um eine Überlegenheit gegenüber dem tatsächlich älteren Buddhismus zu schaffen.
Während der Zeit der Streitenden Reiche (476–221 v. Chr.) geriet Go-Joseon mehrmals mit der Zhou-Dynastie in Konflikt und Kriegsflüchtlinge aus China drängten nach Osten. In dieser Zeit verbreitete sich auch nach Korea die Technik der Eisenverarbeitung. Zugleich entstand im Süden der Koreanischen Halbinsel das Reich Jin, über das nur wenig bekannt ist.

## Wiman-Joseon (194–108 v. Chr.)

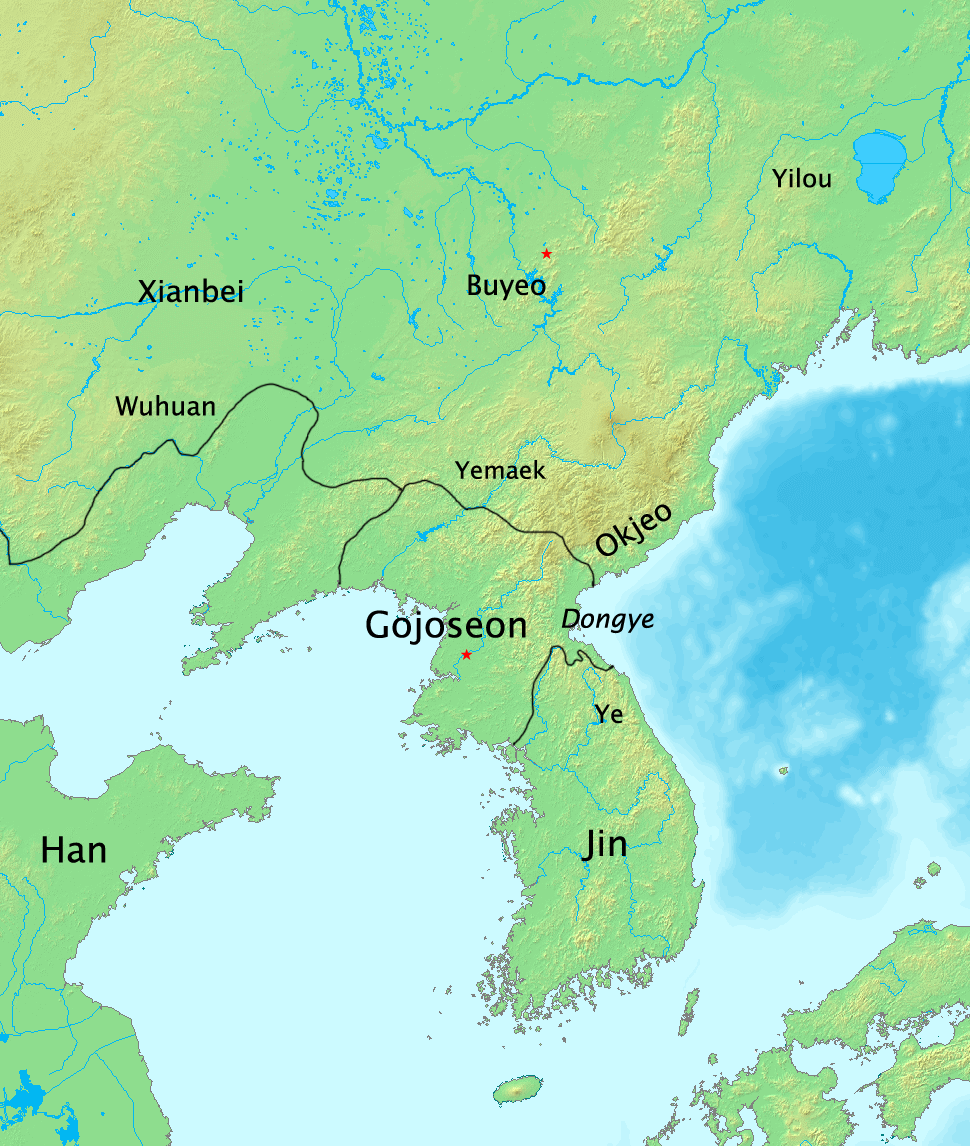
Go-Joseon im Jahr 108 v. Chr.

Wiman-Joseon bildete die letzte Phase des altkoreanischen „Protostaates“. Wei Man (kor. Wiman), ein General des Yan-Reiches, das damals gegen den chinesischen Han-Kaiser rebellierte, flüchtete laut chinesischen Quellen mit 1000 Mann als Anhängerschaft nach Go-Joseon und übernahm dort ca. 194 v. Chr. die Herrschaft. Er erklärte Wanggeom-seong (mutmaßlich in der Nähe des heutigen Pjöngjang) zur Hauptstadt. Danach blühte das Reich von Go-Joseon, oft als „Wiman-Joseon“ bezeichnet, auf. Politisch weitete er den Einfluss Go-Joseons durch die Besetzung umliegender Gebiete aus, wirtschaftlich kontrollierte er den Handel zwischen der chinesischen Han-Dynastie, mit der er sich zunächst arrangierte, und den östlichen Regionen Südsibiriens. So soll auch vereinzelt Kontakt zwischen Jin und dem frühen Japan und China aufgenommen worden sein, die aber nicht weiter als über vereinzelte Besuche von Individuen hinausgingen.
Durch den Aufstieg Go-Joseons sah sich die Han-Dynastie zunehmend bedroht, und im Jahre 109 v. Chr. startete Kaiser Wu einen Angriff auf Go-Joseon. Nach einem Jahr nahmen chinesische Truppen die Hauptstadt Wanggeomseong gegen den Wei-Man-Enkel Ugu (oder Yougu) ein, was das Ende für Go-Joseon bedeutete und die Bevölkerung über die gesamte Halbinsel verstreute. Wu ließ auf dem Gebiet des früheren Go-Joseon vier von der Han-Dynastie abhängige Militärgarnisonen errichten, welche als „Kommandanturen“ bezeichnet werde: Lelang (chinesisch 樂浪; kor. Nangnang) auf dem Gebiet, das direkt von Wiman-Joseon regiert wurde, Zhenfan (真番; kor. Jinbeon) und Lintun (臨屯; kor. Imdun) auf dem Gebiet von zwei Staaten, die sich unter der Hoheit von Wiman-Joseon befanden und Xuantu (玄菟; kor. Hyeondo) an den wichtigen Landstrecken entlang, die die Liaodong-Halbinsel mit den Stammesreichen im Amnok Flussbecken verbanden.
Die kleineren drei Kommandanturen fielen innerhalb von zwei Jahrzehnten an die verschiedenen einheimischen Stammeskonföderationen wie den Samhan. Im Jahr 313 n. Chr. wurde schließlich auch Lelang durch das Nordreich Goguryeo besiegt.